# 百年の遺産
『百年の遺産』（ひゃくねんのいさん、原題：백년의 유산）は、2013年に放送された韓国の連続テレビドラマ。ユジンとイ・ジョンジンが主演を務めた。食品と家族と愛をテーマに展開される人間ドラマで、3世代の家族が関わるソウルの質朴なククス（麺）工場を舞台にした作品である。2013年1月5日から6月23日までMBCで毎週土曜日と日曜日の21時50分から50回にわたって放送された。2013年のMBC演技大賞で今年のドラマ賞を受賞した他、イ・ジョンジンが男性最優秀演技賞、ク・ヒョンスクが今年の作家賞（脚本家賞）、パク・ウォンスクが功労賞、チョン・ボソクが男性黄金演技賞を受賞した。
日本では2014年3月から5月にかけてテレビ大阪で放送され、2014年4月から6月にかけてBSジャパンで放送された他、Amazon Prime Video内の「韓国ドラマ・エンタメ Channel K」で配信されている。

## あらすじ
ククス工場の娘チェウォンは有名企業の御曹司に嫁いだ。しかし、息子を溺愛する姑に3年にわたり侮辱され続け、離婚を決意した。
偶然出会ったセユンの一途な愛で自立を果たしていくチェウォン。 両思いの二人であったが、その愛を阻む大きな障害が立ちはだかる。ククスがむすぶ男女の想いは、度重なる障害を乗り越え、製麺工場再建という夢を追い求め絆を深めていくこととなった。

## 登場人物

### 主要人物
ミン・チェウォン
演 - ユジン
ククス工場の孫娘。
イ・セユン
演 - イ・ジョンジン
財閥一家であるイ・ドンギュとペク・ソルジュの一人息子。
キム・チョルギュ
演 - チェ・ウォニョン
大手食品会社会長パン・ヨンジャの一人息子。チェウォンと離婚する。
キム・ジュリ
演 - ユン・アジョン
パン会長の娘。チョルギュの妹。

### ククス工場の関連人物
オム・ペンダル
演 - シン・グ
ククス工場を運営。長男ギムン、次男ギチュン、次女ギオクの父。婿ヒョドンの義父。
キム・クッスン
演 - チョン・ヘソン
ペンダルの妻。
ミン・ヒョドン
演 - チョン・ボソク
ククス工場の婿。病死した長女の夫。チェウォンの父。
ヤン・チュニ
演 - チョン・インファ
ヒョドンの再婚相手。
オム・ギムン
演 - キム・ミョンス
ククス工場の長男。財閥であるイ・セユンの会社の理事。
ト・ドヒ
演 - パク・チュングム
ククス工場の嫁。長男ギムンの妻。
オム・ギチュン
演 - クォン・オジュン
ククス工場の次男。
コン・ガンスク
演 - キム・ヒジョン
ククス工場の2番目の嫁。次男ギチュンの妻。
オム・ギオク
演 - ソン・ウソン
ククス工場の次女。ピアノ講師。
カン・ジン
演 - パク・ヨンギュ
歌手。

### イ・セユンの家族
ペク・ソルジュ
演 - チャ・ファヨン
セユンの母。
イ・ドンギュ
演 - ナム・ミョンリョル
セユンの父。財閥一家。

### キム・チョルギュの家族
パン・ヨンジャ
演 - パク・ウォンスク
チェウォンの姑。チョルギュの母。大手食品会社の経営者。
マ・ホンジュ
演 - シム・イヨン